# Montifringilla
Montifringilla é um gênero de ave da família Passeridae.

## Espécies
- Montifringilla nivalis (Linnaeus, 1766)
- Montifringilla henrici (Oustalet, 1892)
- Montifringilla adamsi Adams, 1859